# Selioides bolbroei
Selioides bolbroei är en kräftdjursart som beskrevs av Levinsen 1878. Selioides bolbroei ingår i släktet Selioides och familjen Nereicolidae. Arten är reproducerande i Sverige. Inga underarter finns listade i Catalogue of Life.